# سیارک ۸۵۰۱
سیارک ۸۵۰۱ (به انگلیسی: 8501 Wachholz، نامگذاری:1990TK8) هشت هزار و پانصد و یکمین سیارک کشف شده‌است که در ۱۳ اکتبر ۱۹۹۰ کشف شد.
قدر مطلق سیارک برابر ۱۲٫۵۰ است.